# Джим Перрак
Джим Перрак (англ. Jim Parrack; нар. 8 лютого 1981, Аллен, Техас, США) — американський актор, лауреат премії «Супутник» у номінації «Найкращий акторський склад у телесеріалі» за роль Хойта Фортенберрі в драматичному серіалі «Реальна кров».

## Біографія
Джим Перрак народився й виріс у невеличкому місті Аллен, Техас. Після переїзду в 2001 до Лос-Анджелеса вступив до Академії Стелли Адлер, в якій протягом двох років вивчав акторську майстерність, а потім ще десять років навчався в Playhouse West та чотири роки викладав.
У 2014 Перрак переїхав до Нью-Йорка. Він разом із Джеймсом Франко відкрив школу акторської майстерності. У школі існує дві програми для майбутніх акторів.

## Кар'єра
Акторську кар'єру розпочав у 2006. Після ролі в фільмі «Аннаполіс» та численних епізодичних ролей у серіалах Паррат приєднався до основного складу драматичного телесеріалу «Реальна кров». У 2009 актор отримав премію «Супутник» у номінації «Найкращий акторський склад у телесеріалі».
У 2011 виходить фільм «Глобальне вторгнення: Битва Лос-Анджелес» про втручання інопланетян від режисера «Техаської різанини бензопилою» Джонатана Лібесмана. Перрат виконав роль члена морського загону Пітера Кернса. У 2014 виходить у прокат воєнна драма «Лють» Девіда Еєра, актор зіграв сержанта Бинковські.
У серпні 2015 було підтверджено, що Джим Перрак буде виконувати роль Джонні Фроста — помічника Джокера в супергеройському фільмі «Загін самогубців».

## Особисте життя
У жовтні 2008 актор одружився з Сієрою Деніель. Через шість років шлюбу пара розлучилася.
У серпні 2014 стало відомо, що Джим зробив пропозицію акторці Лівен Рамбін. 10 жовтня 2015 пара одружилася в Остіні.

## Фільмографія
| Рік       |    | Українська назва                         | Оригінальна назва                                  | Роль               |
| --------- | -- | ---------------------------------------- | -------------------------------------------------- | ------------------ |
| 2006      | с  | Монк                                     | Monk                                               | Роджер             |
| 2006      | ф  | Аннаполіс                                | Annapolis                                          | АйДжей             |
| 2006      | с  | Швидка допомога                          | ER                                                 | Філ                |
| 2006      | с  | Парламентери                             | Standoff                                           | Сем Елліс          |
| 2006      | с  | CSI: Місце злочину                       | CSI: Crime Scene Investigation                     | Джек Дей           |
| 2006      | с  | Анатомія Грей                            | Grey's Anatomy                                     | Тед Карр           |
| 2006      | с  | Поряд з домом                            | Close to Home                                      | Джо Нельсон        |
| 2007      | ф  | Завершуючи гру                           | Finishing the Game: The Search for a New Bruce Lee | Джеррі             |
| 2007      | с  | NCIS: Полювання на вбивць                | NCIS: Naval Criminal Investigation Service         | Нік Гарлі          |
| 2007      | с  | Детектив Рейнс                           | Raines                                             | Марк Джессап       |
| 2007      | с  | Криміналісти: мислити як злочинець       | Criminal Minds                                     | Пол Малфорд        |
| 2009      | с  | Надприродне                              | Supernatural                                       | Нік Монро          |
| 2008—2014 | с  | Реальна кров                             | True Blood                                         | Хойт Фортенберрі   |
| 2011      | ф  | Глобальне вторгнення: Битва Лос-Анджелес | Battle: Los Angeles                                | Пітер Кернс        |
| 2011      | кф | Сімон                                    | Simone                                             | Денні Вілард       |
| 2011      | ф  | Сел                                      | Sal                                                | Кейр Даллеа        |
| 2011      | ф  |                                          | Post                                               | Джим               |
| 2012      | с  | Алькатрас                                | Alcatraz                                           | Хастінгс           |
| 2012      | кф |                                          | Courage to Create                                  | Едвард             |
| 2012      | кф | Прослуховування                          | The Audition                                       | Денні              |
| 2012      | кф | Привіт, я — Макс                         | Hi My Name Is Max                                  | Тревер             |
| 2013      | ф  |                                          | Isolated                                           | Посол миру         |
| 2013      | ф  | Коли я помирала                          | As I Lay Dying                                     | Кеш                |
| 2013      | кф |                                          | Up the Valley and Beyond                           | Расс               |
| 2013      | ф  | Дитя боже                                | Child of God                                       | Коттон             |
| 2013      | ф  | Ніч у старій Мексиці                     | A Night in Old Mexico                              | Мун                |
| 2013      | кф |                                          | Filandra                                           | Джеймс Чафітц      |
| 2013      | ф  |                                          | Daisy's                                            | Блудний син        |
| 2014      | ф  | Галас і шаленство                        | The Sound and the Fury                             | Герберт Еймс       |
| 2014      | ф  | Лють                                     | Fury                                               | сержант Бинковські |
| 2014      | кф |                                          | Riddance                                           | Дін                |
| 2015      | ф  | Лабіринт                                 | The Labyrinth                                      | Мальво             |
| 2015      | с  | Воскресіння                              | Resurrection                                       | пастор Джеймс      |
| 2015      | кф | Питання                                  | The Question                                       | Адам               |
| 2015      | ф  | Дикі коні                                | Wild Horses                                        | Роджерс            |
| 2015      | ф  | Аддероллові щоденники                    | The Adderall Diaries                               | Роджер             |
| 2015      | кф |                                          | Suburban Memoir                                    | пан Валді          |
| 2015      | кф |                                          | Red                                                | Чет Арчі           |
| 2015      | ф  | Загін самогубців                         | Suicide Squad                                      | Фрост              |
| 2016      | ф  |                                          | Priceless                                          | Гаро               |
| 2017      | ф  | Анонімні актори                          | Actors Anonymous                                   |                    |
| 2017      | с  |                                          | The Blacklist: Redemption                          | Алдон Бреддок      |
| 2020—2022 | с  | 9-1-1: Самотня зірка                     | 9-1-1: Lone Star                                   | Джадд              |